# Svenska Björn
Svenska Björn är en 32 meter hög orangesvart kassunfyr som invigdes den 29 augusti 1968. Den är belägen på internationellt vatten utanför Stockholms östra skärgård och varnar för en samling grund.
År 1868 stationerades ett fyrskepp utanför skäret Svenska Björn. Efter omfattade sjömätningsarbete under slutet av 1800-talet, då grundryggen som sträcker sig från Svenska Stenarna mot Åland kartlades, valde man att 1884 flytta fyrskeppet längre österut till den position fyren har idag.

## Skeppslista
| Nummer | Namn          | Tjänstgöringsår |
| ------ | ------------- | --------------- |
| 6      | Svenska Björn | 1868-1875       |
| 3      | Grundkallen   | 1876-1883       |
| 5      | Utgrunden     | 1884-1897       |
| 3      | Grundkallen   | 1898-1900       |
| 5      | Utgrunden     | 1901-1959       |
| 24     | Reserv        | 1960            |
| 30     | Grundkallen   | 1961-1968       |